# だ

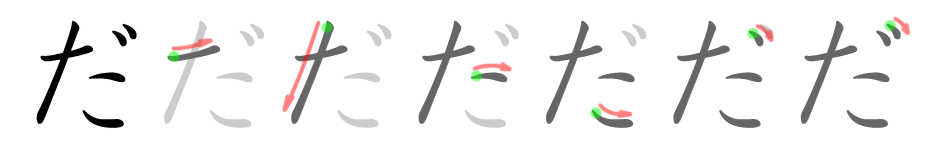
「だ」の筆順

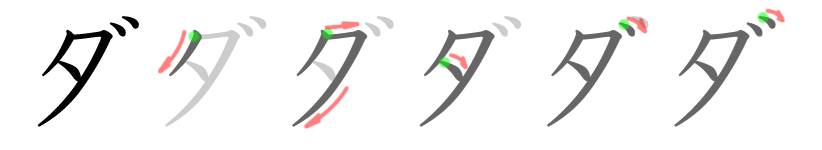
「ダ」の筆順

だ、ダは、日本語の音節のひとつであり、仮名のひとつである。1モーラを形成する。た、タに濁点をつけた文字である。
- 現代標準語の音韻: 1子音と1母音「あ」から成る音。上歯茎に舌を付けてから離す時に生ずる破裂音。有声。
- 発音： だ[ヘルプ/ファイル]

## だ に関わる諸事項
- 「だ」は、現代の日本語における断定の助動詞の一つである。
- 2004年までは、プロ野球中継の点数表示やスポーツ新聞の勝敗表などで、「ダ」は福岡ダイエーホークス(現:福岡ソフトバンクホークス)の略として用いられた。
- 2011年の福岡ソフトバンクホークスのチームスローガン「ダ」(正確には○の中にダ)。片仮名1文字のスローガンは異例であり話題となった。
- 「だ」は古代では鼻濁音［nda］で、意味は現代の「の」。たとえば獣（けだもの）は「毛のもの」。同じく「の」を意味する古代の助詞「な」の点呼と考えられる。ちなみに現代の中国語で日本語の「の」の意味を持つ「的」の発音は「だ」であるが、関係ないと思われる。